# Acioa guianensis
Acioa guianensis är en tvåhjärtbladig växtart som beskrevs av Jean Baptiste Christophe Fusée Aublet. Acioa guianensis ingår i släktet Acioa och familjen Chrysobalanaceae. Inga underarter finns listade i Catalogue of Life.